# اکسایش آلبرایت–گلدمن
اکسایش آلبرایت–گلدمن(به انگلیسی: Albright-Goldman oxidation) یک واکنش شیمیایی در شیمی آلی است که اولین بار توسط دو شیمی دانان آمریکایی به نام‌های دونالد آلبرایت و لئون گلدمن در سال ۱۹۶۵ توصیف شد. این واکنش به ویژه برای سنتز آلدهیدها از الکل‌های نوع اول مناسب است. به طور مشابه، با اکسایش الکل‌های نوع دوم، می‌توان  کتون‌ها را سنتز کرد. دی‌متیل سولفوکسید/استیک انیدرید به عنوان عامل اکسنده در این واکنش اکسایش عمل می‌کنند.
ادامه این واکنش با آلدهیدها منجر به تولید کربوکسیلیک اسید نمی‌شود.

## سازوکار واکنش
شکل زیر سازوکار واکنش را نشان می‌دهد:
ابتدا دی‌متیل سولفوکسید (۱) با استیک انیدرید واکنش داده و یون سولفونیوم تشکیل می‌دهد. در ادامه یون حاصله، طی یک واکنش افزایشی با الکل نوع اول واکنش نشان می‌دهد. سپس، استیک اسید شکسته می‌شود و واسطه ۲ تشکیل می‌شود. در انتها با حذف استیک اسید و دی‌متیل سولفید، آلدهید تولید می‌شود.

## مثال
اکسایش آلبرایت-گلدمن یک فرایند اکسایشی خفیف است. بنابراین، برای اکسایش ترکیباتی که به عوامل اکسید کننده غیرانتخابی حساس هستند، مانند ایندول آلکالوئیدها مناسب است. این واکنش همچنین می‌تواند برای گروه‌های هیدروکسیل که با مانع فضایی مواجه هستند، استفاده شود. مثال کاربردی برای این واکنش، سنتز یوهمبین است که یک ایندول آلکالوئید می‌باشد:

## واکنش‌های جایگزین
یک روش جایگزین برای اکسایش الکل‌های نوع اول به آلدهیدها، اکسایش سوورن است.